# بني شائع (سنحان)

تعديل مصدري - تعديل

بني شائع هي إحدى قرى عزلة الربع الشرقي بمديرية سنحان وبني بهلول التابعة لمحافظة صنعاء، بلغ تعداد سكانها 979 نسمة حسب تعداد اليمن لعام 2004.